# 剥奪
剥奪、はく奪（はくだつ）
| ウィキペディアには「剥奪」という見出しの百科事典記事はありません（タイトルに「剥奪」を含むページの一覧/「剥奪」で始まるページの一覧）。 代わりにウィクショナリーのページ「剥奪」が役に立つかもしれません。 |